# Belle Delphine
Mary-Belle Kirschner (født 13. oktober 1999) er en britisk filmskuespiller, og pornostjerne.